# Papoeaboomloper
De papoeaboomloper (Daphoenositta papuensis) is een zangvogel uit de familie Neosittidae. De vogel werd in 1871 geldig door Hermann Schlegel (in het Frans) beschreven in het Nederlandsch Tijdschrift voor de Dierkunde.

## Verspreiding en leefgebied
Deze soort is endemisch in de bergen van Nieuw-Guinea en telt vier ondersoorten:
- D. p. papuensis: Vogelkop (West-Papoea).
- D. p. toxopeusi: van westelijk-centraal tot oostelijk-centraal Nieuw-Guinea
- D. p. alba: noordelijk-centraal Nieuw-Guinea.
- D. p. albifrons: zuidoostelijk Nieuw-Guinea.

## Status
De grootte van de populatie is niet gekwantificeerd maar de soort wordt omschreven als schaars tot plaatselijk  algemeen. Op de Rode lijst van de IUCN heeft deze soort de status niet bedreigd.